# Гранчар Вадим Дмитрович
Вадим Дмитрович Гранчар (нар. 7 березня 1998) — український футболіст, півзахисник «Реал Фарма».

## Життєпис
Вихованець СДЮСШОР «Чорноморець» (Одеса). У серпні 2014 року підписав контракт з одеським «Чорноморцем». Виступав виключно за юнацьку та молодіжну команду одеситів, зіграв 46 матчів та відзначився 7-ма голами. Напередодні початку сезону 2016/17 років перейшов до ФК «Олександрії», але відразу ж був переведений до юнацької команди олександрійців (U-19). Згодом почав залучатися до матчів молодіжної команди. Наприкінці 2017 року головний тренер олександрійців анонсував «омолодження» складу «Олександрії», а 10 січня 2018 року стало відомо, що Вадим Гранчар разом з іншими гравцями олександрійців полетить на перший зимовий збір у Туреччину. За підсумками зборів Євген справив хороше враження на тренерський штаб городян, тому його було переведено до першої команди.
Дебютував у першій команді олександрійців 6 березня 2018 року в нічийному (0:0) виїзному поєдинку 22-го туру Прем'єр-ліги проти кропивницької «Зірки». Вадим вийшов на поле на 90+2-й хвилині, замінивши Артема Поляруса.